# 사사시마라이브역
사사시마라이브역(일본어: ささしまライブ駅, ささしまライブえき)은 일본 아이치현 나고야시 나카무라구에 위치한 나고야 임해 고속 철도 니시나고야코 선의 역이다. 역 번호는 AN02이다.

## 역사
- 2004년 10월 6일: 영업 개시.
- 2005년 3월 18일: 역전 광장 완성.

## 역 구조
상대식 승강장 2면 2선의 고가역이다. 자동 매표기, 개찰구 등의 역 설비가 승강장 위층에 있는 교상역이기도 하다. 배리어 프리 대응으로 엘리베이터가 설치되어 있다. 승강장에는 안전 대책으로서 스크린도어가 설치되어 있다.
일부 시간에만 역무원의 있는 순회역에서 나고야 역이 본 역을 관리하고 있다.

### 승강장
| 1 | ■ 아오나미 선 (하행) | 아라코・긴조후토 방면 |
| 2 | ■ 아오나미 선 (상행) | 나고야 방면           |

## 역 주변
- 마켓 스퀘어 사사시마
  - 109 시네마즈 나고야
  - 세븐 일레븐 나고야 사사시마라이브점
  - 나고야 레저 랜드 사사시마라이브점
- Zepp Nagoya
- 스트링스 호텔 나고야
- JICA주부 나고야 지구 광장
- 린나이 본사
- 일본통운 나고야 지점
- 아이치 대학 나고야 캠퍼스
- 주니치 미용 전문학교
- 긴테쓰 나고야 선 고메노 역 - 도보 7분 정도
- 나고야 고속도로 5호 만바 선
- 오스도리
- 메이에키도리
- 주쿄 TV 방송 본사
- 글로벌 게이트

## 사진

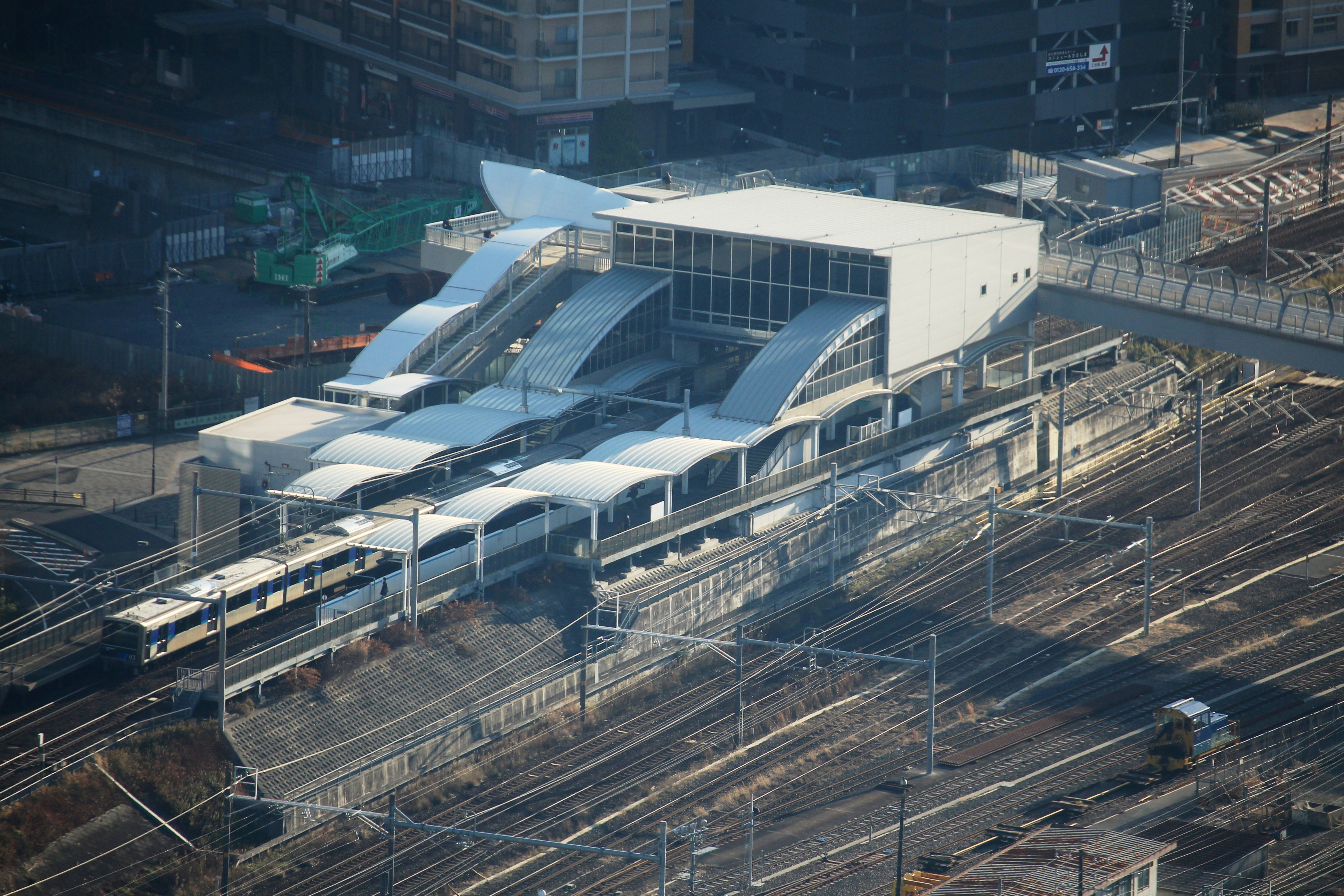
역 전경

## 인접역
| 나고야 임해 고속 철도 ■ 니시나고야코 선 (아오나미 선) | 나고야 임해 고속 철도 ■ 니시나고야코 선 (아오나미 선) | 나고야 임해 고속 철도 ■ 니시나고야코 선 (아오나미 선) |
| ----------------------------------------------------- | ----------------------------------------------------- | ----------------------------------------------------- |
| AN01 나고야 나고야 방면                               |                                                       | 고모토 AN03 긴조후토 방면                             |